# Bohumín
Bohumín é uma cidade checa localizada na região de Morávia-Silésia, distrito de Karviná.